# Élections générales espagnoles de 1993
Les 6es élections générales espagnoles se sont tenues le 6 juin 1993.

## Mode de scrutin
Le scrutin est convoqué par un décret royal, sur proposition du président du gouvernement et après délibération du conseil des ministres. En cas de dissolution anticipée, le décret organisant celle-ci dispose également la convocation des élections.
Les élections se tiennent entre le 54e et 60e jour qui suit la publication du décret de convocation, celle-ci devant intervenir 24 jours avant l'expiration du mandat des assemblées — sauf dissolution anticipée.

Pour le Congrès des députés : le Congrès des députés est composé de 350 sièges pourvus au scrutin proportionnel plurinominal à listes fermées dans 52 circonscriptions correspondant aux 50 provinces du pays ainsi qu'aux villes autonomes de Ceuta et de Melilla. Le nombre de députés qui leur est alloué est variable en fonction de leur population, avec néanmoins un minimum de deux sièges par province, à l'exception des villes autonomes qui n'ont chacune en tout qu'un seul siège et pour laquelle les élections se tiennent donc de facto au scrutin uninominal majoritaire à un tour.
Après décompte des voix, les sièges sont répartis selon la méthode d'Hondt dans chacune des circonscriptions. Ne peuvent prétendre à la répartition des sièges que les listes ayant franchi le seuil électoral de 3 % des suffrages exprimés. Dans la pratique, ce seuil se révèle plus élevé dans les circonscriptions ayant peu de sièges à pourvoir. Il est ainsi en réalité de 25 % dans les provinces ne comptant que trois sièges. Le vote blanc est reconnu et comptabilisé comme suffrage exprimé, ce qui élève légèrement le seuil réel par rapport à un système classique où il n'est pas reconnu.
Pour le Sénat
Le Sénat est composé de 259 sénateurs dont 208 élus au scrutin direct, les 51 restants étant élus par les parlements des 17 communautés autonomes.
Les sénateurs élus par la population le sont au scrutin majoritaire plurinominal dans 59 circonscriptions plurinominales correspondant aux provinces du pays et à Ceuta et Melilla, à l'exception des deux communautés autonomes archipélagiques. Les principales îles des archipels des Baléares et des Canaries sont en effet dotées de leurs propres circonscriptions. Il y a ainsi quatre sénateurs pour chacune des 47 provinces de la péninsule, trois sénateurs pour les îles de Grande Canarie, Majorque et Tenerife, deux sénateurs respectivement pour Ceuta et Melilla, et un sénateur pour les îles de Minorque, Fuerteventura, La Gomera, Ibiza-Formentera, El Hierro, Lanzarote, et La Palma.
Les assemblées législatives des communautés autonomes désignent aussi des sénateurs, à raison d'un de droit par communauté, plus un siège supplémentaire par tranche d'un million d'habitants. Le nombre est de ce fait variable en fonction de l'évolution démographique. Ces élections indirectes ont lieu pour chaque assemblée communautaire peu après leurs renouvellements, et ne coïncident donc pas nécessairement avec les élections au scrutin populaire.

## Sondages

Intentions de votes

## Résultats

### Congrès des députés
|                                         |                                          |                                             |            |       |               |               |               |  |  |  |  |  |  |  |
| Parti                                   | Parti                                    | Parti                                       | Voix       | %     | +/-           | Sièges        | +/-           |  |  |  |  |  |  |  |
|                                         |                                          | Parti socialiste ouvrier espagnol (PSOE)    | 7 872 245  | 33,37 | 0,75          | 141           | 14            |  |  |  |  |  |  |  |
|                                         | Parti des socialistes de Catalogne (PSC) | 1 277 838                                   | 5,42       | 0,06  | 18            | 2             |               |  |  |  |  |  |  |  |
| Total Parti socialiste ouvrier espagnol | Total Parti socialiste ouvrier espagnol  | 9 150 083                                   | 38,78      | 0,82  | 159           | 16            |               |  |  |  |  |  |  |  |
|                                         |                                          | Parti populaire (PP)                        | 8 089 235  | 34,29 | 11,48         | 138           | 35            |  |  |  |  |  |  |  |
|                                         | PP-Union du peuple navarrais (UPN)       | 112 228                                     | 0,48       | 0,03  | 3             | en stagnation |               |  |  |  |  |  |  |  |
| Total Parti populaire                   | Total Parti populaire                    | 8 201 463                                   | 34,76      | 8,97  | 141           | 34            |               |  |  |  |  |  |  |  |
|                                         |                                          | Izquierda Unida (IU)                        | 2 081 928  | 8,82  | 0,88          | 15            | 1             |  |  |  |  |  |  |  |
|                                         | Initiative pour la Catalogne (IC)        | 171 794                                     | 0,73       | 0,40  | 3             | en stagnation |               |  |  |  |  |  |  |  |
| Total Izquierda Unida                   | Total Izquierda Unida                    | 2 253 722                                   | 9,55       | 0,48  | 18            | 1             |               |  |  |  |  |  |  |  |
|                                         |                                          | Convergence démocratique de Catalogne (CDC) | 1 165 783  | 4,94  | 0,10          | 12            | 1             |  |  |  |  |  |  |  |
|                                         | Union démocratique de Catalogne (UDC)    | 5                                           | 1 165 783  | 4,94  | 0,10          | en stagnation |               |  |  |  |  |  |  |  |
| Total Convergence et Union              | Total Convergence et Union               | 17                                          | 1 165 783  | 4,94  | 0,10          | 1             |               |  |  |  |  |  |  |  |
|                                         | Centre démocratique et social (CDS)      | Centre démocratique et social (CDS)         | 414 740    | 1,76  | 6,13          | 0             | 14            |  |  |  |  |  |  |  |
|                                         | Parti nationaliste basque (EAJ-PNV)      | Parti nationaliste basque (EAJ-PNV)         | 291 448    | 1,24  | en stagnation | 5             | en stagnation |  |  |  |  |  |  |  |
|                                         | Coalition canarienne (CC)                | Coalition canarienne (CC)                   | 207 077    | 0,88  | 0,56          | 4             | 3             |  |  |  |  |  |  |  |
|                                         | Herri Batasuna (HB)                      | Herri Batasuna (HB)                         | 206 876    | 0,88  | 0,18          | 2             | 2             |  |  |  |  |  |  |  |
|                                         | Gauche républicaine de Catalogne (ERC)   | Gauche républicaine de Catalogne (ERC)      | 189 632    | 0,80  | 0,39          | 1             | 1             |  |  |  |  |  |  |  |
|                                         | Les Verts (Verdes)                       | Les Verts (Verdes)                          | 185 940    | 0,79  | 0,02          | 0             | en stagnation |  |  |  |  |  |  |  |
|                                         | Parti aragonais (PAR)                    | Parti aragonais (PAR)                       | 144 544    | 0,61  | 0,26          | 1             | en stagnation |  |  |  |  |  |  |  |
|                                         | Alliance EA-EE                           | Alliance EA-EE                              | 129 293    | 0,55  | 0,63          | 1             | 3             |  |  |  |  |  |  |  |
|                                         | Bloc nationaliste galicien (BNG)         | Bloc nationaliste galicien (BNG)            | 126 965    | 0,54  | 0,31          | 0             | en stagnation |  |  |  |  |  |  |  |
|                                         | Union valencienne (UV)                   | Union valencienne (UV)                      | 112 341    | 0,48  | 0,23          | 1             | 1             |  |  |  |  |  |  |  |
|                                         | Partido Andalucista (PA)                 | Partido Andalucista (PA)                    | 96 513     | 0,41  | 0,63          | 0             | 2             |  |  |  |  |  |  |  |
|                                         | Les Écologistes (LE)                     | Les Écologistes (LE)                        | 68 851     | 0,29  | 0,38          | 0             | en stagnation |  |  |  |  |  |  |  |
|                                         | Groupe Ruiz-Mateos (ARM)                 | Groupe Ruiz-Mateos (ARM)                    | 54 518     | 0,23  | 0,84          | 0             | en stagnation |  |  |  |  |  |  |  |
|                                         | Parti andalou du progrès (PAP)           | Parti andalou du progrès (PAP)              | 43 169     | 0,18  | Nv.           | 0             | en stagnation |  |  |  |  |  |  |  |
|                                         | Unitat del Poble Valencià (UPV)          | Unitat del Poble Valencià (UPV)             | 41 052     | 0,17  | 0,03          | 0             | en stagnation |  |  |  |  |  |  |  |
|                                         | Autres                                   | Autres                                      | 319 175    | 1,35  | -             | 0             | -             |  |  |  |  |  |  |  |
|                                         | Vote blanc                               | Vote blanc                                  | 188 679    | 0,80  | 0,11          |               |               |  |  |  |  |  |  |  |
|                                         |                                          |                                             |            |       |               |               |               |  |  |  |  |  |  |  |
| Suffrages exprimés                      | Suffrages exprimés                       | Suffrages exprimés                          | 23 591 864 | 99,46 |               |               |               |  |  |  |  |  |  |  |
| Votes nuls                              | Votes nuls                               | Votes nuls                                  | 126 952    | 0,54  |               |               |               |  |  |  |  |  |  |  |
| Total                                   | Total                                    | Total                                       | 23 718 816 | 100   | -             | 350           | en stagnation |  |  |  |  |  |  |  |
| Abstention                              | Abstention                               | Abstention                                  | 7 311 695  | 23,56 |               |               |               |  |  |  |  |  |  |  |
| Inscrits/Participation                  | Inscrits/Participation                   | Inscrits/Participation                      | 31 030 511 | 76,44 |               |               |               |  |  |  |  |  |  |  |

### Sénat
| Parti | Parti                                    | Sièges | +/-           |  |
| ----- | ---------------------------------------- | ------ | ------------- |  |
|       | Parti socialiste ouvrier espagnol (PSOE) | 96     | 11            |  |
|       | Parti populaire (PP)                     | 93     | 15            |  |
|       | Convergence et Union (CiU)               | 10     | en stagnation |  |
|       | Coalition canarienne (CC)                | 5      | 3             |  |
|       | Parti nationaliste basque (EAJ-PNV)      | 3      | 1             |  |
|       | Herri Batasuna (HB)                      | 1      | 2             |  |
|       | Groupement indépendant d'El Hierro (AHI) | 0      | 1             |  |
|       | Assemblée de Fuerteventura (AM)          | 0      | 1             |  |
|       | Centre démocratique et social (CDS)      | 0      | 1             |  |
|       | Parti communiste d'Espagne (PCE)         | 0      | 1             |  |
|       |                                          |        |               |  |
| Total | Total                                    | 208    | en stagnation |  |

## Conséquences
Pour la quatrième fois consécutive, le PSOE du Président du Gouvernement Felipe González a remporté le scrutin, mais pour la deuxième fois avec une majorité relative. Cette chute des socialistes et la disparition du Centre démocratique et social du Congrès des députés se font au profit du Parti populaire de José María Aznar, qui connaît une forte progression.